# Aub
Pour les articles homonymes, voir Aub.
Aub est une ville allemande, située en Bavière, dans l'arrondissement de Wurtzbourg.

## Personnalités liées
- Georg Christoph Neller (1709-1783), théologien catholique, né à Aub.